# Очеретянка кремова
Очеретянка кремова (Acrocephalus musae) — вимерлий вид співочих птахів з родини очеретянкових (Acrocephalidae).

## Поширення
Ендемік Полінезії. Траплявся на двох островах — Раїатеа та Гіагіне (Острови Товариства). Вимер наприкінці 18 століття. Причиною вимирання стали інтродуковані тварини, такі як пацюки та домашні коти.

## Опис
Вид був приблизно 20 см завдовжки з дуже довгим дзьобом, жовтим верхом з коричнево-оливковими плямами та світло-кремовими краями пір'я. Підвид garretti був дещо більшим за номінальний.

## Спосіб життя
Розмноження відбувалося майже виключно в бамбукових заростях і вторинних лісах у долинах і схилах на висоті до 1700 м. Їжа складалася переважно з комах, а також раків, равликів і нектару.

## Підвиди
- Acrocephalus musae garretti — Гуагіне
- Acrocephalus musae musae — Раїатеа